# Rue Baltard
La rue Baltard est une voie du 1er arrondissement de Paris, en France, située dans le jardin Nelson-Mandela (anciennement jardin des Halles).

## Origine du nom
Cette rue porte le nom de l'architecte Victor Baltard, constructeur des Halles centrales.

## Historique
La voie, ouverte en vertu d'un décret du 21 juin 1854 entre les quais de Seine et la pointe de l'église Saint-Eustache en absorbant la rue de la Tonnellerie, prend en 1867 le nom de « rue du Pont-Neuf ». En 1877, la section de la rue du Pont-Neuf entre la rue Berger et la rue Rambuteau est renommée « rue Baltard ».
Cette rue a été supprimée lors de la construction du Forum des Halles. En 1985, la voie K/1 ouverte au-dessus du forum est renommée « rue Baltard ».

## Pour approfondir